# Xenophthalmodes dolichophallus
Xenophthalmodes dolichophallus is een krabbensoort uit de familie van de Pilumnidae. De wetenschappelijke naam van de soort is voor het eerst geldig gepubliceerd in 1918 door Tesch.